# August Bier
August Karl Gustav Bier (Helsen, 24 november 1861 – Sauen, 12 maart 1949) was een Duitse chirurg die zich verdienstelijk heeft gemaakt op het gebied van de anesthesie zoals de voering van de spinale anesthesie (de verdoving van het ruggenmerg). 
August Bier was onder andere mede-uitgever van de Münchener Medizinische Wochenschrift. 
Hij ontving in 1937 - na vaak genomineerd te zijn voor de Nobelprijs voor de geneeskunde - samen met Ferdinand Sauerbruch de Nationale Duitse Prijs voor Kunst en Wetenschap, de "Duitse Nobelprijs" en de daaraan verbonden 100 000 Rijksmark.
Na zijn pensionering trok Bier zich terug in zijn uitgestrekte landgoed te Sauen. Hier maakte hij zich verdienstelijk, door het bos van dit landgoed te laten omvormen van een monocultuur van grove den tot een, ecologisch waardevoller, gemengd bos.